# European Students' Union
De European Students' Union (ESU) is het Europese verbond van studentenbelangenorganisaties. In totaal telt ESU 45 lidbonden uit 40 landen die gezamenlijk meer dan 20 miljoen studenten vertegenwoordigen op het Europese continent. Het hoofddoel van ESU is om de sociale, culturele, economische en onderwijstechnische belangen van studenten te behartigen tegenover Europese of internationale organen en instituten waaronder de Raad van Europa, de Europese Unie/Europese Commissie, de Bologna Follow Up Group en de UNESCO.
Ter bevordering van de onderlinge samenwerking tussen de Europese studentenbelangenorganisaties faciliteert ESU de uitwisseling van informatie en biedt zij door middel van regelmatige seminars, workshops en trainingen een platform voor studentenvertegenwoordigers om elkaar te ontmoeten en van elkaar te leren.
Tot 2007 ging ESU door het leven als ESIB. De afkorting ESIB stamt nog uit de tijd van de oprichting van de organisatie. De beweging begon onder de naam West Europees Studenten Informatie Bureau (WESIB). Met de val van de muur nam het aantal Oost-Europese lid-organisaties toe en werd de naam veranderd in Europees Studenten Informatie Bureau (ESIB). Door de steeds verdere samenwerking en afstemming op het gebied van hoger onderwijs door de lidstaten van de Europese Unie besloten de leden van ESIB in 1993 dat de organisatie meer moest doen dan alleen informatie verschaffen. Zij moest ook actief de belangen behartigen van de studenten bij alle overkoepelende organen die zich bezighouden met hoger onderwijs binnen Europa. Daardoor veranderde haar karakter van louter informatie-uitwisseling naar een professionele lobbyorganisatie. De afkorting ESIB werd behouden, met de toevoeging The national unions of students. De betekenis van de afkorting werd verder niet meer toegepast, wat mede de reden was voor de naamsverandering van 2007.

## Nederlandse en Vlaamse organisaties aangesloten bij ESU
- Interstedelijk Studenten Overleg (ISO)
- Landelijke Studentenvakbond (LSVb)
- Vlaamse Vereniging van Studenten (VVS)